# Tine van Deth
Martina Sophia (Tine) van Deth (Brussel, 5 november 1899 – Den Haag, 29 februari 1980) was een Nederlands verzetsstrijder. Ze was lid van de illegale Stijkelgroep.
Als jonge verpleegster vertrok Tine van Deth in 1921 naar de Verenigde Staten, en in 1924 kwam zij in Brussel terug, waar zij tot 1930 als verpleegster werkte. In 1930 werd zij inspectrice bij de Kinderpolitie in Den Haag. In het begin van de Tweede Wereldoorlog moest zij die functie neerleggen. Daarna werd ze onderwijsbeambte bij de gemeente. Ook ging ze in het verzet. Ze werd lid van de Stijkelgroep.
Martine van Deth werd in april 1941 gearresteerd en naar het Oranjehotel in Scheveningen gebracht. Later werd zij naar het vrouwentuchthuis in Lauer gebracht. Zij was een van de vier opgepakte leden van de Stijkelgroep, die de oorlog overleefde.

## Onderscheidingen
- Mobilisatiekruis (1950[3])
- Ridder in de Orde van Oranje-Nassau (1958[4])

## Vernoeming
In Leiden is de Tine van Dethstraat. In Gouda zijn de Van Dethstraat en het Van Dethpad naar haar genoemd. In de nieuwe wijk Lanen in Leidschenveen werd in 2003 ook een straat naar haar vernoemd: de Martina van Dethlaan.